# Fokker F.10
Il Fokker F.10, citato anche come Fokker F.X' fu un aereo di linea trimotore e monoplano ad ala alta sviluppato dall'azienda aeronautica statunitense Fokker Aircraft Corporation of America nei tardi anni venti del XX secolo.
Sviluppato dall'olandese Fokker F.VII, ne costituiva una variante dalla fusoliera ingrandita atta a trasportare fino a 12 passeggeri.

## Storia del progetto
Nel 1928 la Fokker Aircraft Corporation of America, la controllata dell'olandese Fokker che si occupava della progettazione e realizzazione di aerei così come della vendita e della produzione su licenza in loco di velivoli progettati dalla casa madre olandese, decise di avviare lo sviluppo di un nuovo modello da proporre al mercato del trasporto civile di passeggeri. L'ufficio tecnico dell'azienda decise di abbinare il progetto di una cellula completamente nuova all'ala già utilizzata sul modello europeo Fokker F.VIIB, dando origine a un velivolo che ne riproponeva l'aspetto generale, un trimotore monoplano ad ala alta con cabina di pilotaggio chiusa, fusoliera che integrava lo scompartimento passeggeri, allungato e portato a 12 dagli originali 8 posti, e carrello d'atterraggio fisso.

## Impiego operativo
La Fokker ne costruì 65 destinati sia al servizio commerciale e che a quello militare. Dopo lo schianto di un F-10 della compagnia aerea Transcontinental & Western Air nel 1931, avvenuto per il deterioramento del longherone in legno dell'ala causata, si determinò, da infiltrazioni di umidità, il modello fu temporaneamente messo a terra e in seguito fu prescritto sottoporsi a ispezioni più frequenti e rigorose. Anche la sua immagine pubblica è stata gravemente danneggiata, portando al suo ritiro anticipato dalle compagnie aeree statunitensi.

## Versioni
F.10
versione iniziale di produzione in serie.
F.10A
sviluppo dell'F.10 con capacità incrementata a 14 posti a sedere, equipaggiata con tre motori radiali Pratt & Whitney Wasp, citato anche come Super Trimotor.
C-5
designazione United States Army per la valutazione di un esemplare rimotorizzato del F.10A equipaggiato con 3 radiali Wright R-975.
RA-4
designazione United States Navy per la valutazione di un F.10A.

## Utilizzatori

### Civili
Stati Uniti
- American Airways
- Pan American World Airways
- Trans World Airlines
- Universal Airlines
- Western Air Express (cliente di lancio [4])

 Messico
- Mexicana

### Militari
Stati Uniti
- United States Army Air Corps

operò con esemplari ridesignati C-5 e C-7A

## Velivoli comparabili
Regno Unito
- Avro 618 Ten

 Stati Uniti
- Ford Trimotor

### Annotazioni
1. ↑  Le fonti non sono concordi nel citare la designazione del velivolo, talvolta, specie nelle fonti in lingua inglese indicato con il punto (F.10) così come con un trattino (F-10).

### Fonti
1. ↑  Grey 1928, pp. 18d-19d.
2. ↑  Aero Favourites Archiviato il 24 luglio 2011 in Internet Archive..
3. ↑  Dierikx 2018.
4. ↑  Living History Archiviato l'8 dicembre 2004 in Internet Archive..
5. ↑  Cargo Aircraft Designations Archiviato l'11 febbraio 2009 in Internet Archive..